# Scott Caan
Scott Caan (Los Angeles, 23 augustus 1976) is een Amerikaanse acteur.

## Biografie
Caan werd geboren in de Amerikaanse stad Los Angeles als zoon van James Caan en actrice en voormalig model Sheila Ryan. Zijn grootouders waren Joodse immigranten uit Duitsland. Caans ouders scheidden een jaar na zijn geboorte, vandaar dat hij 4 halfbroers en -zussen heeft. Caan was enige tijd een roadie van de muziekgroepen Cypress Hill en House of Pain, en hij was bandlid van de rapgroep The Whooliganz samen met producer The Alchemist, voordat hij bij de acteerschool Playhouse West in Los Angeles ging.
Caan begon zijn acteercarrière aan het einde van de jaren 90. Hij speelde aanvankelijk enkel in onafhankelijke low-budgetfilms. Zijn eerste rol in een grote film was die van een football-speler in de film Varsity Blues uit 1999. Daarna was hij te zien in de films Ready To Rumble (2000) en American Outlaws (2001). In die laatste film speelde hij samen met Colin Farrell.
In 2003 maakte Caan zijn regiedebuut met de film Dallas 362. De film won een prijs in het Las Vegas Film Festival van 2003.
De grootste films waarin Caan te zien was zijn ongetwijfeld de remake van Ocean's Eleven en de twee vervolgen Ocean's Twelve en Ocean's Thirteen. In 2005 had Caan een rol in de actiefilm Into the Blue met Paul Walker.
Sinds september 2010 speelt hij de rol van Danny "Danno" Williams in de CBS-remake van Hawaii Five-0.

## Filmografie
- A Boy Called Hate (1995) - Hate
- Nowhere (1997) - Ducky
- Bongwater (1997) - Bobby
- Enemy of the State (1998) - Jones
- Varsity Blues (1999) - Charlie Tweeder
- Black and White (1999) - Scotty
- Boiler Room (2000) - Richie O'Flaherty
- Gone in 60 Seconds (2000) - Tumbler
- Ready to Rumble (2000) - Sean Dawkins
- American Outlaws (2001) - Cole Younger
- Novocaine (2001) - Duane Ivey
- Ocean's Eleven (2001) - Turk Malloy
- Dallas 362 (2003) - Dallas
- Ocean's Twelve (2004) - Turk Malloy
- In Enemy Hands (2004) - Captain Rand Sullivan
- Into the Blue (2005) - Bryce
- Friends with Money (2006) - Mike
- Lonely Hearts (2006) - Detective Reilly
- The Dog Problem (2006) - Casper
- Brooklyn Rules (2007) - Carmine
- Stories USA (2007) - Hayden Field
- Ocean's Thirteen (2007) - Turk Malloy
- Meet Dave (2008) - Officer Dooley
- Deep in the Valley (2009) - Rod Cannon
- Entourage (2010) - Scott Lavin
- Hawaii Five-0 (2010 - 2020) - Daniel Williams
- Rock the Kasbah (2015)
- Alert: Missing Persons Unit (2023)